# Skirösjön
Skirösjön är en sjö i Vetlanda kommun i Småland och ingår i Emåns huvudavrinningsområde. Sjön är 8 meter djup, har en yta på 1,05 kvadratkilometer och befinner sig 145,2 meter över havet. Vid provfiske har bland annat abborre, braxen, gädda och löja fångats i sjön.

## Delavrinningsområde
Skirösjön ingår i det delavrinningsområde (636009-147447) som SMHI kallar för Utloppet av Skirösjön. Medelhöjden är 162 meter över havet och ytan är 5,22 kvadratkilometer. Räknas de 2 delavrinningsområdena uppströms in blir den ackumulerade arean 9,57 kvadratkilometer. Vattendraget som avvattnar avrinningsområdet har biflödesordning 4, vilket innebär att vattnet flödar genom totalt 4 vattendrag innan det når havet efter 135 kilometer. Delavrinningsområdet består mestadels av skog (20 procent), öppen mark (15 procent) och jordbruk (42 procent). Avrinningsområdet har 1,04 kvadratkilometer vattenytor vilket ger det en sjöprocent på 19,9 procent.

## Fisk
Vid provfiske har följande fisk fångats i sjön:
- Abborre
- Braxen
- Gädda
- Löja
- Mört
- Sarv
- Siklöja
- Sutare